# Drniš
Drniš je mesto z manj kot 3.000 prebivalci na Hrvaškem in občina s statusom mesta z okoli 6.300 prebivalci (2011 še 7.500), ki spada pod Šibeniško-kninsko županijo.
Drniš je mesto v Dalmaciji, ki leži na zahodnem delu Petrovega polja v dolini reke Čikole. Skozi kraj pelje železniška proga Zagreb - Split, tu je tudi križišče šetih cest. V bližini mesta stoji naselje Otavice z grobnico družine Meštrović. Iz turških časov so ostale le ruševine trdnjave, vse ostale objekte iz te dobe, razen džamije, ki so jo preuredili v katoliško cerkev sv. Ivana Krstitelja., pa je dal leta 1647 beneški general Leonardo Foscolo porušiti . Kasneje so zaradi novih turških vpadov nekatere objekte ponovno obnovili.

## Demografija
| Pregled števila prebivalcev po letih | Pregled števila prebivalcev po letih | Pregled števila prebivalcev po letih | Pregled števila prebivalcev po letih | Pregled števila prebivalcev po letih | Pregled števila prebivalcev po letih | Pregled števila prebivalcev po letih | Pregled števila prebivalcev po letih | Pregled števila prebivalcev po letih | Pregled števila prebivalcev po letih | Pregled števila prebivalcev po letih | Pregled števila prebivalcev po letih | Pregled števila prebivalcev po letih | Pregled števila prebivalcev po letih | Pregled števila prebivalcev po letih |      |       |
| ------------------------------------ | ------------------------------------ | ------------------------------------ | ------------------------------------ | ------------------------------------ | ------------------------------------ | ------------------------------------ | ------------------------------------ | ------------------------------------ | ------------------------------------ | ------------------------------------ | ------------------------------------ | ------------------------------------ | ------------------------------------ | ------------------------------------ | ---- | ----- |
| 1857                                 | 1869                                 | 1880                                 | 1890                                 | 1900                                 | 1910                                 | 1921                                 | 1931                                 | 1948                                 | 1953                                 | 1961                                 | 1971                                 | 1981                                 | 1991                                 | 2001                                 | 2011 | 2021  |
| 1383                                 | 1406                                 | 1459                                 | 1545                                 | 1769                                 | 1784                                 | 1921                                 | 2119                                 | 2597                                 | 2746                                 | 3207                                 | 3778                                 | 4035                                 | 4653                                 | 3332                                 | 3224 | 2.762 |